# Hyphessobrycon socolofi
Hyphessobrycon socolofi är en fiskart som beskrevs av Weitzman, 1977. Hyphessobrycon socolofi ingår i släktet Hyphessobrycon och familjen Characidae. Inga underarter finns listade i Catalogue of Life.